# 경수초등학교
경수초등학교(京秀初等學校)는 대한민국 경기도 안산시 상록구에 있었던 공립 초등학교이다.

## 학교 연혁
- 2000년 3월 1일: 개교
- 2025년 2월 28일: 25년만에 폐교[2], 경일초등학교로 통폐합

## 참고 자료
- 경수초등학교 - 한국교육학술정보원 학교알리미